# Burni Jejembanan
Burni Jejembanan är ett berg i Indonesien.   Det ligger i provinsen Aceh, i den västra delen av landet, 1 600 km nordväst om huvudstaden Jakarta. Toppen på Burni Jejembanan är 1 917 meter över havet, eller 288 meter över den omgivande terrängen. Bredden vid basen är 11,4 km.
Terrängen runt Burni Jejembanan är huvudsakligen lite kuperad.Runt Burni Jejembanan är det mycket glesbefolkat, med 5 invånare per kvadratkilometer. I omgivningarna runt Burni Jejembanan växer i huvudsak städsegrön lövskog.